# Venda encreuada
En màrqueting, s'anomena venda encreuada (de l'anglès cross-selling) la tàctica mitjançant la qual un venedor intenta vendre productes complementaris als quals consumeix o pretén consumir un client. L'objectiu del venedor és augmentar els ingressos. Així, una persona que s'interessa per comprar un telèfon mòbil, rep la recomanació de comprar també accessoris com una funda, un carregador per al cotxe, un suport per a utilitzar-lo com GPS o una assegurança en cas de trencament del vidre o robatori.
La venda encreuada ha viscut un enfortiment amb l'eclosió de les vendes per internet. En les compres realitzades a través de la xarxa, les empreses solen guardar registres de les preferències o hàbits dels consumidors, bé per declaració pròpia, bé sense el seu consentiment. Això permet a la botiga virtual dissenyar i dur a terme estratègies de venda encreuada en el cas de futures visites del consumidor.